# Danza delle sciabole
La danza delle sciabole (in armeno: Սուսերով պար; in russo: Танец с саблями) o danza delle spade è un movimento presente nell'atto finale del balletto Gayane di Aram Il'ič Chačaturjan (1942). Si tratta della composizione più conosciuta di Chačaturjan e in generale di uno dei brani pop-orchestrali più noti del XX secolo. Una sezione del brano è basata su una canzone popolare folk armena senza nome. 
La popolarità del brano è dovuta alla numerosa schiera di artisti della musica pop e non solo che hanno eseguito il brano, ma soprattutto al suo inserimento in numerosi film e serie TV o pubblicitarie. La danza è anche utilizzata spesso dai pattinatori di figura per le loro esibizioni e nei palcoscenici circensi. Tra i film in cui la canzone è inserita, vi sono I Barkleys di Broadway, Uno, due, tre!, Amarcord, Jumpin' Jack Flash, Pentimento, L'ultima battuta, Hocus Pocus, Don't Drink the Water, Las Vegas - In vacanza al casinò, Blues Brothers - Il mito continua, Il re leone 3 - Hakuna Matata, Kung Fusion, Scoop, Sicko, Ghost Town e Il concerto. In molti casi il brano viene utilizzato con effetto comico.
In Italia la composizione ha acquisito notorietà durante gli anni 2000 come colonna sonora dello spot pubblicitario dei prodotti Chanteclair.